# Petrosia granifera
Petrosia granifera är en svampdjursart som beskrevs av Desqueyroux-Faúndez 1987. Petrosia granifera ingår i släktet Petrosia och familjen Petrosiidae.
Artens utbredningsområde är Nya Kaledonien. Inga underarter finns listade i Catalogue of Life.